# Carcharhiniformes
L'ordine dei Carcharhiniformes è il più grande tra quello degli squali e comprende oltre 270 specie.

## Descrizione
I Carcharhiniformes comprende il maggior numero di specie di squali, diffusi in tutto il mondo. Sono caratterizzati dalla presenza di una membrana nittitante sopra l'occhio, due pinne dorsali, una pinna anale e cinque fessure branchiali.

## Famiglie
Le famiglie di quest'ordine subiranno nei prossimi anni alcune revisioni, poiché studi genetici hanno destato numerose perplessità tra i biologi.
- Carcharhinidae
- Hemigaleidae
- Leptochariidae
- Proscylliidae
- Pseudotriakidae
- Scyliorhinidae (gattucci)
- Sphyrnidae (squali martello)
- Triakidae (falsi gattucci)